# NGC 1285
NGC 1285 este o galaxie spirală situată în constelația Eridanul. A fost descoperită în 28 octombrie 1865 de către Heinrich Louis d'Arrest. Se află la o distanță de 73 de megaparseci de Pământ.